# Kai Sitter

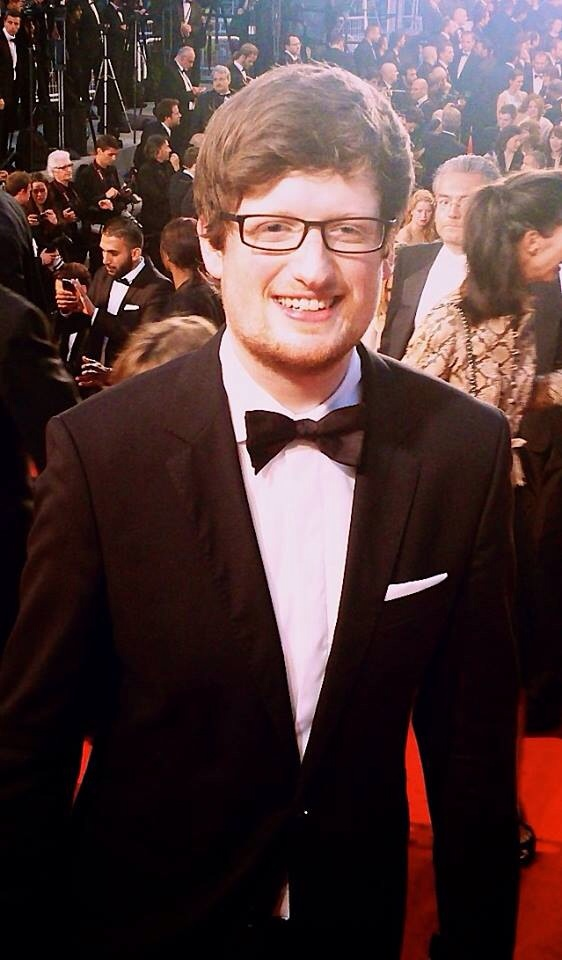
Kai Sitter, Internationale Filmfestspiele von Cannes 2014

Kai Sitter (* 23. September 1987 in München) ist ein deutscher Filmregisseur, Drehbuchautor, Filmeditor und Filmproduzent.

## Leben
Sitter studierte Filmwissenschaft, Theaterwissenschaft und Kunstgeschichte an der Ludwig-Maximilians-Universität München sowie Medienpädagogik und Kommunikationswissenschaften an der Universität Passau. 2016 nahm er an Werner Herzogs Rogue Film School teil.
2003 gewann sein erster Kurzfilm heart trouble im Rahmen des Münchner Jugendfilmfestivals flimmern und rauschen den Förderpreis der Bavaria Filmstadt.
Im Februar 2009 erhielt Sitters Kurzfilm SunnyRose den Preis der Jury beim Münchner Jugendfilmfestival flimmern&rauschen und wurde für den Deutschen Nachwuchsfilmpreis in Hannover nominiert. Im Sommer 2009 nahm er an einem Austauschprogramm mit deutschen und israelisch-arabischen Studenten in Israel teil. Im Rahmen einer Rundreise durch Israel entstand der Dokumentarfilm Marhaba, Shalom.
Im April 2010 reiste Sitter durch die Türkei. Dabei entstand in Kooperation mit dem Regisseur Michael Hehl die Dokumentation Her sey acik – Alles ist offen über die Jugendkultur in der Türkei. Im selben Jahr kam es zur Gründung der Filmproduktionsfirma Filmwork-Studio für Image-, Werbe-, Messe- und Eventfilme. Darüber hinaus entstand ein Imagefilm für Kindness For Kids, eine Stiftung für Kinder mit seltenen Erkrankungen.
2011 arbeitete Sitter beim Projekt Clash als Regisseur, Drehbuchautor, Kameramann und Produzent. Dieser Film bekam 2012 erneut den Preis der Jury beim Münchner Jugendfilmfestival flimmern&rauschen und erhielt 2012 beim Jufinale in Kulmbach den Bayerischen Jugendfilmpreis – Preis des Bayerischen Ministerpräsidenten für das beste Drehbuch. Der Film fand 2012 auch in türkischen Medien Beachtung. Im März 2012 erwähnte der türkische Satellitensender Kanal D diesen Kurzfilm lobend.
Sitter arbeitet eng mit dem deutsch-türkischen Filmproduzenten und Schauspieler Seren Sahin zusammen. Am 11. April 2012 wurden Sitter und Sahin in der Süddeutschen Zeitung porträtiert.
Im September 2012 realisierte er den in München und Istanbul gedrehten Film Üç. Clash wurde im Februar 2012 als „Bester Kurzfilm“ auf dem Berliner Independent Film Festival nominiert. Im April 2013 gab es von türkischen Zeitungen und Kanal D anerkennende Kritiken über Üç. Des Weiteren wurde dieser Film im September 2013 für den Tag der Talente in Berlin, im Auftrag des Bundesministerium für Bildung und Forschung, und für den Deutschen Nachwuchsfilmpreis 2013 beim Filmfest up-and-coming im November 2013 in Hannover nominiert. Üç war 2013 im Rahmen des 66. Cannes Film Festival im Short Film Corner zu sehen.
Im August 2013 realisierte Sitter einen Film namens In der Galerie mit Schauspielern wie Ilona Grandke, Nadia Hilker, Seren Sahin, Barbara Dussler, Felix Strobel, Anno Koehler und Herbert Forthuber. Das Drehbuch hat Sitter mit dem Autor Wolf-Peter Arand erarbeitet. Der Film feierte im Mai 2014 seine Premiere in Berlin in den Kinos Moviemento und Kino Babylon. Er bekam in türkischen Kinozeitschriften und Zeitungen positive Resonanz.
Der Kurzfilm Still Leben wurde im Februar 2014 in Bayern realisiert. Er zeigt die letzten Schritte im Leben eines Mannes, der die Welt und seine Existenz am Abgrund sieht. Er begibt sich auf eine intensive Reise, von der er weiß, dass es kein Zurück gibt. Dabei trifft er auf einen Mann, der ihm hilft, seinen letzten Wunsch zu erfüllen. Mitgespielt haben die Schauspieler Stefan Murr, Martin Walch und Seren Sahin. Der Film feierte im März 2015 seine Festivalpremiere auf dem International Youth Short Film Festival Italy, dem Cluj Shorts International Short Film Festival Romania und dem NW Short Film Festival Canada. Im April 2015 lief er auf dem 5th Dada Saheb Phalke Film Festival und im Mai 2015 auf dem Maryland International Film Festival. Im selben Monat bekam er auf dem WorldFest-Houston International Film Festival einen „Remi Award“ in Gold.
Im Februar 2015 hat Sitter ein weiteres Kurzfilmprojekt namens Kein Kinderspiel gedreht.
Im Jahr 2017 hat Sitter einen mittellangen Spielfilm Gestrandet gedreht, u. a. zusammen mit dem Kameramann Martin Noweck. Das Drehbuch hat die Autorin Veronika Schwarzmaier geschrieben. Die Filmmusik komponierte Mathias Rehfeldt. An diesem Projekt hat Kai Sitter neben der Regietätigkeit auch als Filmeditor und Koproduzent gearbeitet. In Zusammenarbeit mit der Produktionsfirma cocktailfilms wurde dieser Film, bei dem Flüchtlinge mitgewirkt und mitgeholfen haben, vom Produzenten Cagdas-Eren Yüksel realisiert. Der Film handelt vom „Neu-Ankommen“ in Deutschland – wie sich geflüchtete Menschen in Deutschland fühlen, wie sie aufgenommen werden und wie sie damit umgehen. Die Hauptdarsteller waren Lelas Al-Syed Solaeman, Regina Speiseder und Seren Sahin.
Im Jahr 2020 beendete Sitter seinen mittellangen Spielfilm Gefangen, den er u. a. zusammen mit dem Kameramann Tom Bergsteiner (BVK) drehte. Der Film handelt von einem jungen Studenten, der sich allein fühlt – in Passau, Niederbayern, dem „Wilden Westen“ Bayerns. Nach einer Nacht voller Überraschungen tobt sich in seinem Studentenzimmer die Natur aus. Bei diesem Filmprojekt gab es von Sitter nur ein Konzept, weil alle Dialoge mit den Schauspielern zusammen direkt vor Ort am Set entwickelt sowie viele Szenen erst kurz vor und während des Drehs richtig erarbeitet und geprobt wurden. Die Filmmusik komponierte Sami Hammi. Außer als Regisseur war Sitter auch als Co-Produzent und – zusammen mit Seren Sahin – als Filmeditor beteiligt. Produzent des Films ist Seren Sahin, die Hauptdarsteller sind Johanna Kohlmünzer und Johannes Weikl, außerdem haben u. a. Markus Baumeister und David Hang mitgewirkt. Der Film feierte seine Premiere im März 2020 auf der Regensburger Kurzfilmwoche und lief 2020 und 2021 auf zahlreichen deutschen, englischen und US-amerikanischen Filmfestivals. Sitter gewann mit Gefangen drei Filmpreise in den USA, unter anderem im Mai 2021 den „Remi Award“ in Platinum beim WorldFest-Houston International Film Festival.
Er beschäftigt sich 2020/21 in zwei Kurzfilm-Werken, #StayHome und Vielleicht Morgen mit der Corona-Pandemie und deren sozialen Auswirkungen. Für „#StayHome“ bekam er u. a. den ‘Best Achievement Award’ beim ‚London Arthouse Film Festival‘ und für „Vielleicht Morgen“ den „REMI Award“ in Bronze beim ’55th WorldFest-Houston Int Film Festival‘.
2021 ist er Stipendiat des Stipendienprogramm des Freistaats Bayern „Junge Kunst und neue Wege“ durch die ‚Bayern Innovativ – Bayerische Gesellschaft für Innovation und Wissenstransfer mbH‘.

## Filmografie
Kurzfilme
- 2003: heart trouble
- 2009: SunnyRose
- 2011: Clash
- 2012: Üç
- 2013: In der Galerie
- 2015: Still Leben
- 2015: Kein Kinderspiel
- 2017: Gestrandet
- 2020: Gefangen
- 2020: #StayHome
- 2021: vielleicht morgen

Dokumentarfilme
- 2009: Marhaba, Shalom
- 2010: Her Sey Acik – Alles ist offen

## Auszeichnungen
- 2015:  Remi Award in Gold für Still Leben als „bester Kurzfilm“
- 2015: Maryland Film Festival, Nominierung für den Kurzfilmpreis für Still Leben
- 2020: Regensburger Kurzfilmwoche, Nominierung für den Kurzfilmpreis für Gefangen
- 2020: Portobello Film Festival, Nominierung für den Kurzfilmpreis für Gefangen – BAFTA Scotland Qualifizierung
- 2020: Platinum Award für Gefangen als „Best Mystery Short“ auf dem Film Festival Independent Shorts Awards in Los Angeles, USA[42]